# Balde del Rosario

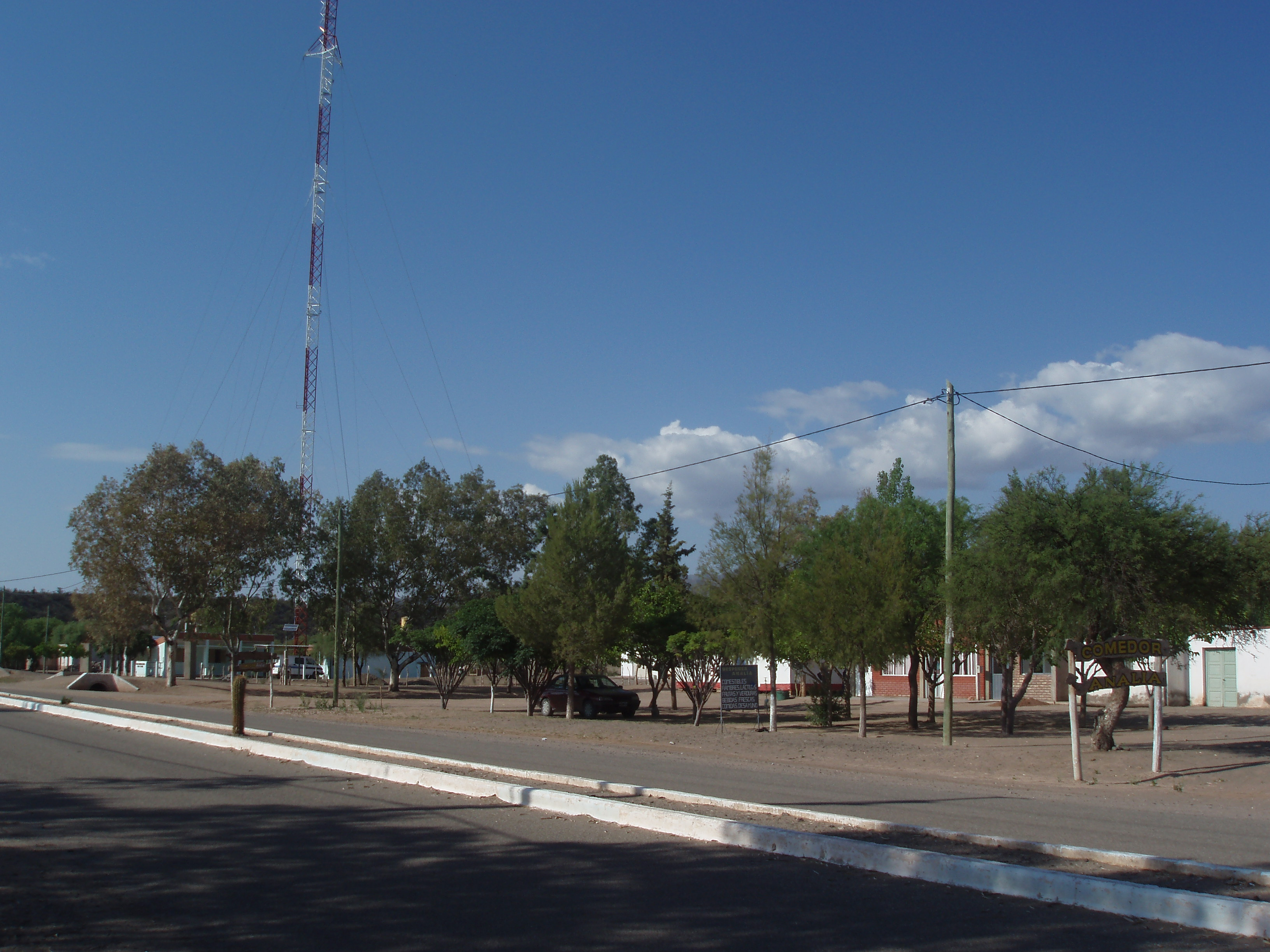
Balde del Rosario Valle Fértil

Balde del Rosario o Baldes del Rosario es una localidad y distrito del departamento Valle Fértil, ubicada al centro norte de dicho departamento, a 44 km en dirección noroeste de San Agustín, al extremo noreste de la Provincia de San Juan, Argentina. 

## Características de la localidad
Es un núcleo de muy escasa población donde el modo de vida rural es el predominante. Las actividades económicas son la cría de ganado caprino y la agricultura de tipo tradicional con la implantación de cultivos estacionales que en situación habitual es para autoconsumo. Sin embargo, producto de un ambiente serrano y por ser un punto de tránsito para dirigirse a Ischigualasto, en la actualidad puede ser considerado como un sitio de incipiente desarrollo turístico. 
Con el objeto de fortalecer la actividad relacionada con la cría de cabras y la elaboración de productos lácteos derivados, anualmente en el mes de marzo se realiza el Festival Departamental del Queso y el Quesillo.
En Balde del Rosario se encuentra la capilla San Isidro Labrador, construida en la década de 1940 por los pobladores de la localidad.
En siglos pasados esta pequeña localidad era uno de los lugares donde se reponían las reservas de agua de los arrieros que llevaban ganado a Chile. Posiblemente de esa situación deriva la palabra "Balde" del nombre de la localidad. La palabra "balde" se refiere al recipiente con el que se extraía manualmente el agua mediante la utilización de sogas y poleas de las perforaciones similares a aljibes, construidas para acceder a la vena de agua presente por debajo de la superficie.

## Población
Contaba con 139 habitantes (Indec, 2001), lo que representó un incremento del 65,5% frente a los 84 habitantes (Indec, 1991) del censo anterior.

## Ubicación
Su principal vía de comunicación es la Ruta Provincial 510
La localidad de Balde del Rosario se encuentra en inmediaciones de la Ruta Provincial 510, a 293 km de la Ciudad de San Juan y a 1188 km de la Ciudad de Buenos Aires.